# Storån (Ammerån)
Storån i Jämtland är en å som sträcker sig från Stor-Fulvurn till Edessjön vid Hammerdal. Sista sträckan från Sikås kallas också Sikåsån. Storån är ett biföde till Ammerån och tillhör Indalsälvens avrinningsområde. Storån ligger i Krokoms kommun och Strömsunds kommun.